# William Smith (lexicographe)
Pour les articles homonymes, voir William Smith et Smith.
William Smith (20 mai 1813 – 7 octobre 1893) est un lexicographe britannique.

## Trois dictionnaires classiques
Le Dictionary of Greek and Roman Biography and Mythology (DGRBM) est un dictionnaire biographique britannique rédigé dans les années 1840 sous la direction de William Smith, et consacré aux personnes réelles et aux personnages mythologiques et littéraires de la Grèce antique et de la Rome antique. C'est un des classiques de la lexicographie anglo-saxonne du XIXe siècle.
Il avait déjà dirigé un Dictionary of Greek and Roman Antiquities publié en 1842. 
Le Dictionary of Greek and Roman Geography (Dictionnaire des géographies grecques et romaines), dont la première édition fut publiée en 1854, constitue le dernier tome de cette collection de dictionnaires classiques.